# Aptychopsis pungifolia
Aptychopsis pungifolia är en bladmossart som beskrevs av Brotherus 1925. Aptychopsis pungifolia ingår i släktet Aptychopsis och familjen Sematophyllaceae. Inga underarter finns listade i Catalogue of Life.